# Црквено пјевачко друштво „Острог” (Нови Бановци)
Црквено пјевачко друштво „Острог” из Нових Бановаца српски је православни црквени хор који постоји од 1999. године. Чланови пјеваког друштва поју на Литургијама у храму Светог Василија Острошког у Новим Бановцима.

## Историјат
Црквено пјевачко друштво Острог - Нови Бановци, основано је 1999. заузимањем бившег  протојереја-ставрофора Симе Вишекруне. Циљ оснивања Друштва је активно учествовање на богослужењима у храму Св. Василија Острошког у Новим Бановцима, као и очување и унапређење српске православне духовне музике. Аудиција за нове чланове и прва хорска проба је одржана 29. октобра 1999. на дан када Црква прославља Светог мученика Лонгина Сотника (стотника). Друштво је појало на богослужењима у манастиру Острог, Сарајеву, Сокоцу, Палама (Република Српска), у Нишу, Сријемским Карловцима, храму Св. Саве у Београду, у Задужбини Илије М. Коларца, Галерији фресака, Атријуму Народног музеја, Музеју историје Југославије, Малој сцени Народног позоришта Раша Плаовић, Саборном храму Св. архангела Михаила у Београду... Хор Друштва је имао велики број наступа, цјеловечерњих концерата и свечаних академија у Србији и Републици Српској, Мокрањчевим данима у Неготину, на међународној смотри хорова Дани духовне музике у Панчеву, VII мешународном фестивалу Златна вила у Приједору (Р. Српска - БиХ), Међународном фестивалу православне духовне музике Св.Богородица - Достојно јест у Поморију, Бугарска.
Од такмичења, хор Друштва је учествовао на Фестивалу Хорови међу фрескама у Београду 2002., 2003., 2005., 2006. и 2011. године, на Мајским музичким свечаностима у Бијељини 2004., 2005., 2006., и 2011., у Натпјевавању хорова на 41. Мокрањчевим данима у Неготину 2006. године, на Фестивалу Златна вила у Приједору 2007. године, на I Фестивалу православне музике у оквиру XXII Интернационалних хорских свечаности у Нишу 2008.
У свом досадашњем раду хор је пјевао на одбрани три магистарска рада и једног докторског рада и добијао је највише оцјене. Хор Друштва је у свом аранжману до сада издао 5 ЦД-ова духовне музике. Друштво је у досадашњем раду остварило сарадњу са многим познатим и признатим музичарима, као што су Даринка Матић Маровић, Миодраг Говедарица, Весна Шоуц, Мирјана Стојановић, Снежана Савичић-Секулић, Ива Мрвош, Димитрије Стефановић, Предраг Миодраг и многим другима. Хором Друштва је од оснивања 1999. до јуна 2002. године руководио мр Предраг Стаменковић, послије чега у септембру исте године хор преузима г-ђица Катарина Пејчић (удато Станковић), која са хором ради до марта 2004.године. У сљедећих годину дана хор ради без диригента, али са резултатима (хором руководила Тијана Николић, пјевач хора). Од марта 2005. године до септембра хором диригује г-ђица Светлана Крстић, апсолвент Музичке академије, смијер дириговање, а од септембра хор поново преузима г-ђа Катарина Станковић, која је имала паузу у дириговњу због порођаја. Данас је др Катарина Станковић диригент хора храма Светог Саве у Београду. Крсна слава Друштва су Св. Јоаким и Ана. Од 2015. хором (духовно и организационо) руководи старјешина храма о. Бранислав Џомбић.

### Награде
- на IX Фестивалу Хорови међу фрескама у Београду 2003. године, награда диргенту за истраживачки рад.
- на III Мајским музичким свечаностима у Бијељини 2004. године прво мјесто и златна медаља.
- на IV Мајским музичким свечаностима у Бијељини 2005. године прво мјесто и златна медаља.
- на XI Фестивалу Хорови међу фрескама у Београду 2005. године посебну похвалу у категорији вокалних ансамбала.
- на V Мајским музичким свечаностима у Бијељини 2006. године прво мјесто и златну медаљу.
- на 41. Мокрањчевим данима у Неготину 2006. године у Надпјевавању хорова друго мјесто.
- на XII Фестивалу Хорови међу фрескама у Београду 2006. године посебну похвалу хору за изведено капитално дјело, композитору за остварено капитавло дјело и диригенту награда “Војислав Илић”.
- на VII међународном фестивалу хорова Златна вила у Приједору награду за најбоље изведено дјело у области духовне музике за композицију Тијело Христово Миодрага Говедарице.
- на I Фестивалу православне музике у Нишу 2008. године - прва награда.
- на XI Мајским музичким свечаностима у Бијељини 2011. године прво место и златну медаљу;
- на XVII Фестивалу Хорови међу фрескама у Београду 2011. године лауреат диригенту за извођење савременог композитора.

## Диригенти
- Предраг Стаменковић (од 29. октобра 1999. до јуна 2002.)
- Катарина Станковић (2002.-2004. и 2005.-2014.)
- Тијана Николић (2004.)
- Светлана Крстић (2005.)
- Олга Милићевић (од 2015. до јануара 2020.)
- Александар Божић (од фебруара 2020. до октобра 2021.)
- Урош Лалицки (од новембра 2021. до краја фебруара 2022.)
- Марија Стајић (од маја 2022. до 10. јула 2022.)
- Милан Ракић (од 26. августа 2022. до 30. јануара 2023.)
- Милица Миловић (Од 23. фебруара 2023. Пауза од 4 - 5 мјесеци, због боравка у иностранству је од 4. септембра 2023. до 17. јануара 2024.)
- Јелена Станојевић Качавенда (замјена за Милицу Миловић, од 4. септембра 2023. до 17. јануара 2024.)
- Милица Миловић (поново, од 17. јануара 2024.)

## Галерија
- Православна црква Светог Василија Острошког у Новим Бановцима у којој поје црквено-пјевачко друштво Острог.
- Мјесто у цркви гдје чланови хора поју на Литургијама.
- Слава црквеног пјевачког друштва Острог, Свети Јоаким и Ана, 2023. Старјешина храма, отац Бранислав Џомбић, освештава славски колач. Особа прва лијево до свештеника (десно од њега) је фрескописац Никола Лубардић, који је у то вријеме био задужен за фрескописања већег дијела хорског дијела храма.